# Tysklands ambassad i Nicosia
Tysklands ambassad i Nicosia representerar Tyskland i Cypern. Anke Schlimm är ambassadör sedan 27 augusti 2021.